# 189000 Alfredkubin
189000 Alfredkubin è un asteroide della fascia principale. Scoperto nel 2008, presenta un'orbita caratterizzata da un semiasse maggiore pari a 2,3566521 UA e da un'eccentricità di 0,1478961, inclinata di 1,67374° rispetto all'eclittica.